# Cachap
El cachap es un dulce tradicional de legado árabe único y exclusivo de Paterna, Valencia. Se elabora con una masa de hojaldre y está relleno de una crema cuyos ingredientes tan solo conoce un horno de la localidad.

## Historia
El Horno del Rosario, también conocido como "la Casa del Cachap", fue fundado en el año 1829. Los primeros dulces realizados en este horno fueron obra de Celestino Monrabal, original de Manises, Valencia, y de su hijo Mariano Monrabal, de quien se conocen los primeros documentos históricos que hacen referencia a la elaboración artesanal de pastelería en el año 1829. Fue a partir de 1830 cuando estos dulces hojaldrados se popularizaron en la localidad y se convirtieron en un dulce típico. Durante años la receta y elaboración de estos dulces fue pasando de generación en generación sin que se les conociera con ningún nombre concreto.
En 1923, siendo maestro pastelero Benjamín Monrabal, se celebraron las nupcias del "Tío Cachapot", vecino de Paterna y amigo de la familia Monrabal, quien ofreció estos dulces en su banquete. Gustaron tanto estos pasteles que pronto se les denominaría cachaps en honor al "Tío Cachapot", siendo este el nombre con el que se los conoce hoy en día.
Fue ya en 1947 cuando Manuel Sánchez, empleado del horno, se hizo cargo a partir de entonces de la elaboración de los cachaps.
Estos pasteles se han elaborado siempre, hasta nuestros días, en el mismo horno, siguiendo un riguroso procedimiento que no ha variado con el tiempo, manteniendo así la esencia y particularidad de su sabor. Tanto es así que el Horno del Rosario patentó la receta, de modo que los cachaps únicamente pueden encontrarse en este horno, en Paterna.